# Jhākri
Jhākri (Nepali: झाक्री) è la parola nepalese per sciamano. A volte è riservato specificamente ai praticanti dello sciamanesimo nepalese, come quello che è stato praticato tra i Tamang e i Magar; È anche usato negli stati indiani di Sikkim e Bengala occidentale, che confina con il Nepal.
Lo sciamanismo Jhākri è praticato tra numerosi gruppi etnici del Nepal e dell'India nordorientale, tra cui Limbu, Rai, Sunwar, Sherpa, Kami, Tamang, Gurung, Magar, Lepcha e Khas. Prevalente è la fede negli spiriti, quindi anche la paura del possesso spirituale. Alcune parole vernacolari per jhakri sono phedangbo nel linguaggio Limbu, maangpa o nakchyong in Khambu, e boongthing in Lepcha.
I Jhākri eseguono rituali durante matrimoni, funerali e raccolti. Esaminano e curano le malattie. Le loro pratiche sono influenzate dall'induismo, dal buddismo tibetano, dai riti di Mun e dal Bön.